# Behzad Dorani
Behzad Dorani (em persa: بهزاد دورانی; Teerã, 1961) é um ator, autor e diretor de cinema iraniano. É bastante conhecido pelo filme O Vento nos Levará (ganhador do Leão de Prata em Veneza) de Abbas Kiarostami, multipremiado cineasta iraniano, que na neste filme fala sobre a vida e a morte, tema já abordado em sua obra-prima Gosto de Cereja de 1997, premiado na Palma de Ouro em Cannes. Trabalhou com outros grandes cineastas do cinema iraniano como Mohsen Makhmalbaf em 1995 com o pseudodocumentário comemorativo ao centenário do cinema, interpretando a si mesmo. Fez também pontas em documentários e filmes de drama.

## Biografia
Começou a trabalhar como ator no filme Salaam Cinema de Mohsen Makhmalbaf. Depois atuou no papel principal em O Vento Nos Levará, de 1999, como um repórter de TV que se passava por um engenheiro que vinha descobrir poços de telecomunicação.
Em 2006, fez uma ponta no filme iraniano Chand roos ba'd., que conta a história duma atriz e fala sobre os percalços da fama.

## Fimografia[3]
| Ano  | Filme              | Papel        |
| ---- | ------------------ | ------------ |
| 1996 | Salve o Cinema     | Hamself      |
| 1999 | O Vento nos Levará | Engenheiro   |
| 2005 | Chand rooz ba'd    | desconhecido |